# نادي الشوملي
نادي الشوملي الرياضي هو فريق كرة قدم عراقي مقره في بابل، يلعب في الدوري العراقي الدرجة الثالثة.

## روابط خارجية
- نادي الشوملي على Goalzz.com
- أندية العراق - تواريخ التأسيس